# Piante palustri
Le piante palustri sono una via di mezzo tra le piante terrestri e le piante acquatiche; traggono nutrimento dalle radici come le prime (alle piante acquatiche in genere le radici servono esclusivamente per restare attaccate al fondo) e abbisognano allo stesso tempo di abbondante acqua, che eventualmente le sommerga per intero.
Le piante palustri sono coltivabili in acquario o terrario, che in tal caso devono necessariamente essere privi di coperchio. Nel rispetto delle temperature a cui tali piante sono abituate a vivere, trovano ottima collocazione in laghetti da giardino.
Una specie poco diffusa in Europa, che lentamente sta conquistando il mondo acquariofilo è la Proserpinaca palustris.